# A contratiempo (álbum de Chicho Sánchez Ferlosio)
A contratiempo es un disco de Chicho Sánchez Ferlosio, grabado en 1978 y reeditado en CD en 2007. El título corresponde a una de las canciones del disco, en la cual se pide a las carabelas de Colón que retornen a puerto.
El sonido reproduce fielmente sus actuaciones en directo, con instrumentación austera. 

## Canciones
Cara A
1.- Si las cosas no fueran: Canción de amor que supone también una denuncia de la realidad y falsedad del mundo, en la que le confiesa a su amada "Por eso en vez de mirarte / miro siempre hacia otra parte". Teresa Cano grabó un L.P. titulado, precisamente, Si las cosas no fueran tan enojosas, donde interpretaba esta canción a dúo con él, junto con la Canción adúltera, digna del más corrosivo Georges Brassens.
2.- Gallo rojo, gallo negro (Los dos gallos): Esta canción supuso para los luchadores antifranquistas un himno de combate comparable a La Internacional y al himno libertario A las barricadas. El título alude a una pelea de gallos, uno rojo y otro negro: "Se encontraron en la arena / los dos gallos frente a frente. / El gallo negro era grande / pero el rojo era valiente". El simbolismo es elemental: el gallo negro, grande y cobarde, representa al fascismo, la dictadura oprobiosa, mientras que el gallo rojo, pequeño pero valiente, encarna la lucha antifranquista. Al final habla el gallo rojo y le hace una advertencia al gallo negro: "Gallo negro, gallo negro, / gallo negro, te lo advierto: / no se rinde un gallo rojo / más que cuando está ya muerto".
3.- La paloma de la paz: Otra de las canciones de la lucha antifranquista, cuyo estribillo reza: "Vuela, paloma, y di que no, / que así que no trabajo yo". Se denuncia en la letra el uso que se hacía del nombre de la paz para reprimir todo movimiento contestatario que persiguiera la justicia y la libertad, tachándolo de terrorista.
4.- Ladinadaina: Es un romance truculento y anónimo de los siglos XVII-XVIII, transmitido por el hermano del cantante, el escritor Rafael Sánchez Ferlosio, al que puso música Chicho.
5.- La gracia nevando: Poema de Agustín García Calvo musicado por Chicho, en el que destacan sus versos paradójicos, muy del gusto del poeta: "Todo lo que esperes jamás lo verás", "Cuando ciegue el alma, el ciego verá", "Uno sólo tiene aquello que da".
6.- Canto III de "El Infierno": Canta Chicho en italiano el comienzo de El Canto III de El Infierno de La Divina Comedia, de Dante, con el célebre endecasílabo "lasciate ogni speranza voi che entrate", con el que la puerta del infierno se dirige en primera persona a los que entran en él, advirtiéndoles que deben abandonar cualquier esperanza en la puerta antes de entrar.
7.- El Ser: Una canción con letra y música de nuestro cantautor, donde, con la sorna propia de sus mejores composiciones, critica a alguien que, al estilo de Martin Heidegger, dice andar buscando el ser: "Buscas el ser por lo alto, / tan alto que yo me temo / que el ser que tú andas buscando /debe ser el Ser Supremo".
Cara B:
1.- Hoy no me levanto yo: Otra de las canciones más peculiares de Chicho, donde cuenta que ha decidido hacer huelga por su cuenta, no ir a trabajar, y atrincherarse en su cama sin ninguna razón en especial. Le importa poco que vayan a levantarle el gobierno y la oposición "y los propios comunistas / me envíen su excomunión". En esta canción, critica el culto al trabajo, en el que coinciden todas las fuerzas políticas, pero al que el pueblo ha sido y será siempre refractario.
2.- Balada de las prisiones, de verano de 1968. En este poema de Agustín García Calvo se repasa la situación de varias personas desafectas al régimen que habían acabado en la cárcel, incluyendo a una amiga del poeta, Josefa García. Amancio Prada grabó también la canción en su disco de 1983 Canciones y soliloquios, dedicado a la obra de García Calvo.
3.- Ni aguantar ni escapar: En esta ocasión Chicho pone música a un poema de la escritora y primera mujer de su hermano Rafael, Carmen Martín Gaite, Carmiña.
4.- Afró Tambú (Canto a Venus): Sobre el modelo métrico de la estrofa alcaica de Horacio y el Himno a Afrodita de Safo, canta Chicho este himno a la diosa Venus, escrito por Agustín García Calvo. Amancio Prada grabó también la canción en su disco de 1983 Canciones y soliloquios.
5.-Romance del prisionero: Se trata del célebre romance anónimo "Que por mayo era por mayo / cuando hace la calor", al que Chicho añade unos versos propios que lo enriquecen. En ellos el prisionero no se queja solo de la cárcel exterior, sino de la que tiene también por dentro: "Cárcel tengo por fuera / cárcel por dentro... / Tener no me importara / cárcel por fuera / si de la de aquí adentro / salir pudiera".
6.- Carmen arvale (Fratres arvales). Grabación realizada en casa de Chicho con un equipo no profesional. A ritmo de rocanrol canta en latín la danza de la cofradía de los hermanos Arvales, en versión de Agustín García Calvo, recogida, comentada, traducida y explicada en Cartas de negocios de José Requejo. Este texto, escrito en latín arcaico, resultaba incomprensible para los propios romanos de la época de Cicerón, porque se remontaba probablemente a antes de la fundación de Roma, al siglo VIII antes de Cristo. 'Carmen aruale' interpretada por Chicho S. Ferlosio sobre el testo latino de Agustín García Calvo Archivado el 18 de agosto de 2022 en Wayback Machine.
7.- A contratiempo (Carabelas de Colón): Con letra de Agustín García Calvo, esta canción (compuesta a partir de la idea y los dos primeros versos de Rafael Sánchez Ferlosio), que da título al elepé, es una de las más logradas del disco. Su tema es el descubrimiento de América, y se dirige a las carabelas de Colón, animándolas a que vuelvan hacia atrás, a que desanden el camino andado y a que dejen América sin descubrir y el mundo nuevo, que de nuevo no va a tener nada una vez descubierto. Este poema se encuentra en el libro Más canciones y soliloquios, editado por Agustín en Editorial Lucina, 1988. La canción da título y forma parte de la película de Óscar Ladoire, "A Contratiempo" (1982).
8.- Llegarás por los calveros. Con letra de Rafael Sánchez Mazas, el padre de Chicho y uno de los fundadores de la Falange, sobre cuya biografía trata la novela de Javier Cercas y la película de David Trueba, hermano de Fernando Trueba, "Soldados de Salamina", en la que participa el propio Chicho. La letra del poema habla de la llegada de la muerte, la señora inmortal de todos los caballeros, que llegará por los calveros.
- Datos: Q5654250